# Drunken Sailor
Drunken Sailor (letteralmente: Marinaio ubriaco) è un canto marinaresco, conosciuto anche come What Shall We Do with a/the Drunken Sailor? (letteralmente: Cosa faremo con un/il marinaio ubriaco?).
Questo canto di lavoro nacque per accompagnare certi lavori a bordo di velieri, specialmente quelli che richiedevano un passo svelto e vivace. Si pensa che il canto risalga ai primi del XIX secolo o anche prima, in un periodo nel quale le ciurme delle barche, specialmente quelle dei vascelli militari, erano sufficientemente numerose da poter tirare una corda semplicemente marciando lungo il ponte. Con l'avvento delle navi postali e i clipper e le loro ciurme ridotte, che richiedevano differenti metodi di lavoro, l'uso di questo canto è progressivamente scemato o è passato all'accompagnamento di lavori meno faticosi.
Drunken Sailor è poi divenuta una canzone popolare fra i non-marinai nel XX secolo, fino a essere considerata uno dei canti marinareschi più conosciuti dal pubblico. Numerosi artisti ne hanno proposto la loro versione in registrazioni e/o esibizioni e i media hanno contribuito alla sua popolarità.
Anche se non esiste una versione univoca del testo, esso contiene costantemente la domanda "What shall we do with a drunken sailor, early in the morning?" (letteralmente: Cosa faremo con un marinaio ubriaco, la mattina presto?). In alcune versioni, i versi successivi suggeriscono metodi per alleviare la sbornia o punire il marinaio ubriaco. Altre versioni, invece, prevedono il susseguirsi di ulteriori domande e risposte relative ad altri personaggi. La canzone è la n.322 nel Roud Folk Song Index.

## Origini

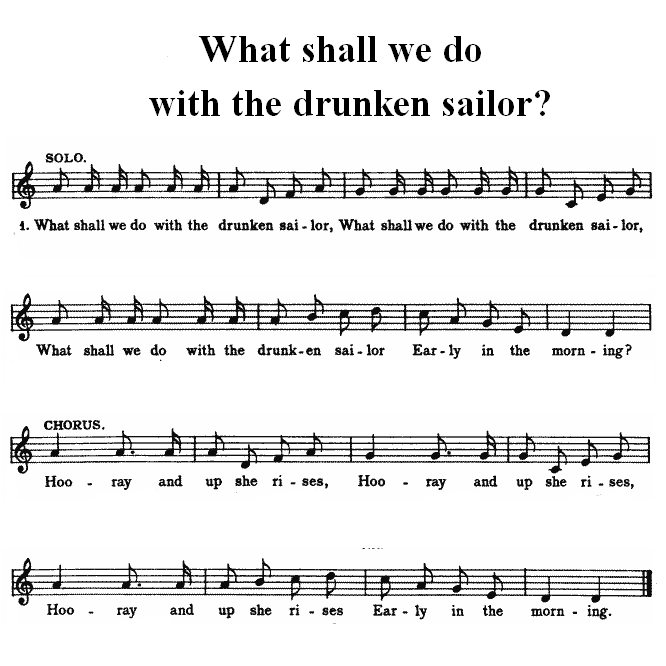
Melodia e prima strofa di "Drunken Sailor", tratto da R. R. Terry's The Shanty Book, Part One (1921).

L'aria di questo canto marinaresco, che presenta una scala in modo dorico e un ritmo di marcia, è stata comparata allo stile di una melodia di cornamusa.L'autore e l'origine di "Drunken Sailor" sono sconosciuti. Ad ogni modo, la melodia sembra avere delle somiglianze con il ritornello della ballata tradizionale irlandese "Óró sé do bheatha abhaile", da cui potrebbe quindi derivare.

## Testo della canzone
Ritornello:
Weigh heigh and up she rises (/Hoo-ray and up she rises)
Weigh heigh and up she rises (/Patent blocks of different sizes)
Weigh heigh and up she rises
Early in the morning
Strofe tradizionali:
What shall we do with a drunken sailor,
What shall we do with a drunken sailor,
What shall we do with a drunken sailor,
Early in the morning?
Put/chuck him in the long boat till he's sober.
Put him in the long-boat and make him bail her.
What shall we do with a drunken soldier?
Put/lock him in the guard room 'til he gets sober.
Put him in the scuppers with a hose-pipe on him.
Pull out the plug and wet him all over
Tie him to the taffrail when she's yardarm under
Heave him by the leg in a runnin' bowline.
Scrape the hair off his chest with a hoop-iron razor.
Give 'im a dose of salt and water.
Stick on his back a mustard plaster.
Keep him there and make 'im bail 'er.
Give 'im a taste of the bosun's rope-end.
What'll we do with a Limejuice skipper?
Soak him in oil till he sprouts a flipper.
What shall we do with the Queen o' Sheba?
What shall we do with the Virgin Mary?
Strofe addizionali
Shave his chin with a rusty razor.
Shave his belly with a rusty razor.
Give 'im a hair of the dog that bit him.
Put him in the bilge and make him drink it.
Put him in bed with the captain's daughter.
Strofe parodistiche:
Put him at the wheel of an Exxon tanker. (O anche "make him captain of"). Un chiaro riferimento parodistico al Disastro di Exxon Valdez
Pronuncia di "early"
La parola "early" è spesso pronunciata "earl-aye" nelle esibizioni recenti. Pubblicazioni fra il XIX e XX secolo, comunque, non prevedono questo uso. Né le registrazioni sul campo di Richard Maitland da parte di Alan Lomax (1939), né i numerosi marinai britannici veterani come James Madison Carpenter negli anni Venti usavano questa pronuncia. Ancora nella nota registrazione del 1956, Burl Ives pronunciava "earl-eye". In seguito, Stan Hugill, che pubblicò nel 1961 l'influente Shanties from the Seven Seas, affermò che la parola fu "sempre" pronunciata "earl-aye", ma quanto disse è smentito da quanto detto sopra.

## Quali versioni esistono?
Il gruppo britannico Lord Rockingham's XI usò la melodia come base per il loro strumentale "Long John".
La band russa Aquarium ha una canzone intitolata "Cosa dovremmo fare con un marinaio ubriaco?".
Nella versione di Ringo Starr di "You're Sixteen", si sente Starr cantare il ritornello della canzone nella dissolvenza alla fine. [
Il film Fisherman's Friends (2019, Chris Foggin), basato su una storia vera, presenta un gruppo di pescatori della Cornovaglia che cantano la canzone in rotta per raggiungere le classifiche pop e andare in tour fino ad oggi. La canzone è anche presente in primo piano nei titoli di coda.
Nell'episodio "The Night of Miguelito's Revenge" di The Wild Wild West, Michael Dunn canta questa canzone. 
Nel videogioco Tiny Tina's Wonderlands, il giocatore incontrerà uno scheletro di pirata che canta una variazione della canzone. Le parole marinaio ubriaco sono sostituite con frasi in rima come funky whaler.
Il gruppo pop tedesco Dschinghis Khan ne pubblicò una versione nel loro album del 1981 Wir sitzen alle im selben Boot.
La versione più recente è stata scritta da Sampey Instrumental

## The drunken whaler
The drunken whaler (Il baleniere ubriaco) è una reinterpretazione grottesco-parodistica creata da Copilot Strategic Sound + Music, tratta dall'album Dishonored (Original Game Soundtrack) creata per l'omonimo videogioco del 2012.